# Małki cziflik
Małki cziflik (bułg. Малки чифлик) – wieś w Bułgarii, w obwodzie Wielkie Tyrnowo, w gminie Wielkie Tyrnowo. W 2024 roku liczyła 342 mieszkańców.